# Klaus Rosenzweig
Klaus Rosenzweig (* 28. August 1939 in Glogau, Niederschlesien; † 1. August 2014 in Langenhagen) war ein deutscher Verwaltungsjurist und Rechtsanwalt.

## Leben
Rosenzweig studierte an der Universität Hamburg Rechtswissenschaft. 1960 wurde er Mitglied des Corps Concordia Rigensis. Nach den Examen wurde er 1970 zum Dr. iur. promoviert. Er ging in die Kommunalverwaltung und wurde Stadtdirektor von Rotenburg (Wümme). Beim Niedersächsischen Städtetag war er Beigeordneter und später Geschäftsführer. Zuletzt war er Stadtdirektor von Langenhagen. Als Rechtsanwalt in Hannover befasste er sich vor allem mit Baurecht und Immobilienrecht. Er engagierte sich in der Deutschen Vereinigung für Wasserwirtschaft, Abwasser und Abfall. Als Honorarprofessor der Leuphana Universität Lüneburg lehrte er Umweltrecht und vor allem Wasserrecht.

## Werke
- Niedersächsisches Naturschutzgesetz, 5. Aufl. Göttingen 1994
- Wasserrecht – Abwasserrecht. Berlin 1999